# Pala della Madonna della Neve

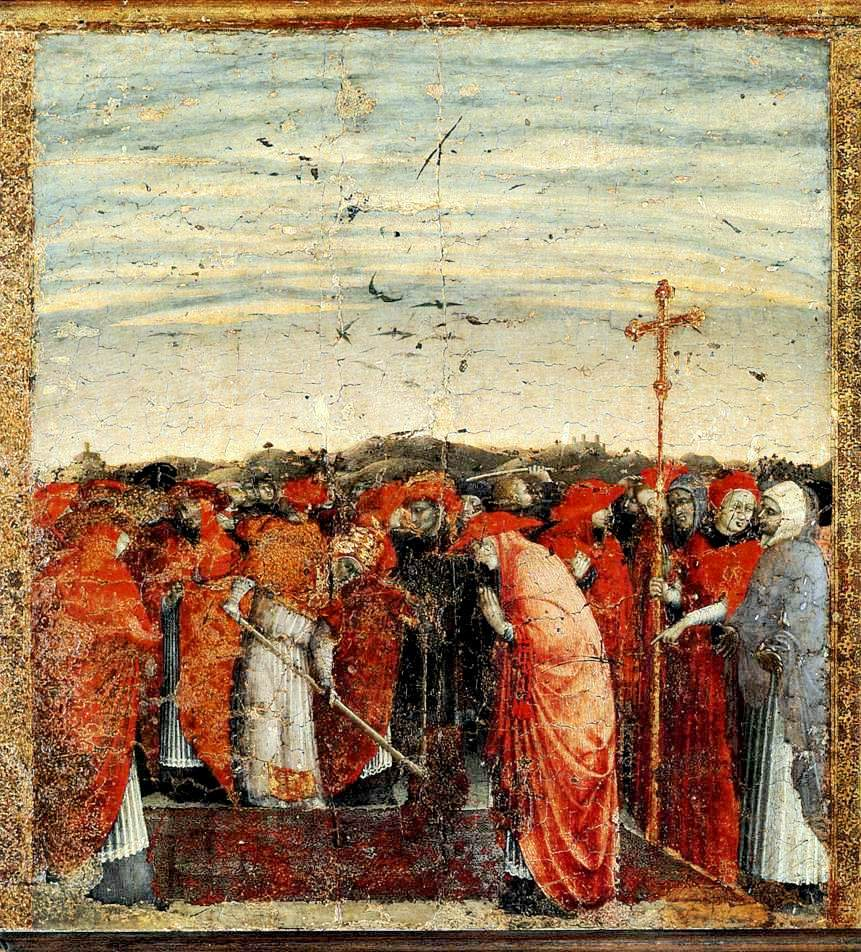
Fondazione di Santa Maria Maggiore, dalle predella

La Pala della Madonna della neve è un dipinto a tempera su tavola (240x256 cm) del Sassetta (opera firmata), databile al 1430-1432 circa e conservata alla Galleria degli Uffizi a Firenze. Precedentemente faceva parte della Collezione Contini-Bonacossi, che fu donata al museo fiorentino nel 1969.

## Storia
La pala fu commissionata il 25 marzo 1430 da certa Ludovica Bertini, vedova di un Turino di Matteo, uomo d'armi e poi Operaio della cattedrale, per l'altare della Cappella di San Bonifacio nel Duomo di Siena. Col cambio del gusto sei-settecentesco, questa e altre opere-capolavoro a fondo oro vennero rimosse: la pala, posta nei depositi della cattedrale, fu acquistata da Matteo Biagini e quindi fu collocata sull'altare nella casa natale di San Galgano a Chiusdino; nel XVII secolo, gli eredi del Biagini ne fecero dono alla confraternita di San Galgano. Con la soppressione delle confraternite laicali, decretata dal granduca Pietro Leopoldo di Toscana nel 1785, l'opera fu venduta a privati, finché non venne scoperta da Alessandro Contini-Bonacossi che la acquistò per la sua collezione nel 1935.
In cattive condizioni conservative, fu fatta restaurare per circoscrivere le lacune, ripulire la superficie pittoriche e riacquistare leggibilità, nonostante l'irreversibile degrado o ossidazione di alcune parti, tra cui quelle coperte di lamina d'argento.
La presenza di una storia tipicamente legata alla devozione romana nel maggior tempio senese non deve stupire se si pensa che la città toscana si considerava, per la leggenda di fondazione, sorella di Roma, originatasi dallo stabilirsi di Senio, figlio di Remo, in fuga dallo zio Romolo.
Anticamente la pala era dotata anche di pannelli laterali con l'Angelo annunciante e la Vergine annunciata, oggi rispettivamente nella collezione Platt di Englewood (Colorado), Stati Uniti (acquisto sul mercato antiquario nel 1911, da Chiusdino) e nel Museo di arte sacra di Massa Marittima. Nella cuspide si trovava poi un pannello centrale con il Redentore, perduto.
La pala, poco considerata dalla critica antica, così come tutta la produzione del pittore per via della mancanza di quel naturalismo di stampo rinascimentale, è stata rivalutata in tempi relativamente recenti. Lo stesso Sassetta è oggi considerato il maggior pittore senese del Quattrocento, tra i più fini interpreti dell'arte italiana di quel secolo.
La pala è stata restaurata di nuovo nel 1998.

## Descrizione e stile
Il pannello centrale mostra la Vergine col Bambino in Maestà, tra angeli e santi. Il trono, nella ormai consueta posizione in prospettiva da Giotto in poi, è coperto da un prezioso motivo a occhi di pavone, con due stemmi ai lati dei braccioli; la ricchezza decorativa è ripetuta nel pavimento, dove si trova un tappeto anatolico con motivi zoomorfi stilizzati, ottenuto con una complessa lavorazione della poittura sull'oro sottostante. L'esile Maria tiene in mano il Bambino scalciante, mentre con la destra si regge chiuso, con una posa aristocratica, il mantello. Dietro di lei due angeli compiono una complessa torsione sollevando il braccio in primo piano per incoronarla: essi hanno uno scorcio da sott'in su che dimostra, nonostante la complessa macchina decorativa, l'avanzare di precoci sperimentazioni prospettico-spaziali anche nella "gotica" Siena. Ai lati si trovano i santi Pietro, Giovanni Battista, Paolo e Francesco d'Assisi, oltre a due angeli che recano offerte a Maria. A destra, sul trono, è poggiato un piatto con la neve, riferimento alla leggendaria fondazione di Santa Maria Maggiore a Roma, un tempo ricopereto d'argento e oggi scarsamente leggibile per via dell'annerimento.
Altri piccoli santi si affacciano tra gli spazi lasciati vuoti alla sommità degli archi. Lo stile della pala è intonato a un cromatismo ricco e luminoso, con una composizione musicalmente ritmata.
La predella, molto danneggiata, illustra storie della Fondazione e costruzione della basilica di Santa Maria Maggiore a Roma, a partire dall'evento miracoloso della nevicata del 5 agosto 356, che indicò al patrizio romano Giovanni e a papa Liberio il tracciato da seguire nel disegno della pianta della basilica.
Gli episodi, da sinistra, sono:
- Apparizione della Madonna in sogno al patrizio Giovanni, colui che si occupò della costruzione della basilica
- Miracolo della neve (molto rovinata)
- Episodio della fondazione della chiesa di Santa Maria Maggiore a Roma (oggi quasi illeggibile)
- Il patrizio Giovanni narra la visione della Madonna a papa Liberio
- Fondazione della chiesa di Santa Maria Maggiore a Roma
- Costruzione dell'edificio
- Consacrazione della basilica (molto rovinata)

In queste scene narrative si nota un'essenzialità che ricorda gli affreschi di Masaccio e Masolino nella cappella Brancacci; vi dominano le architetture e qualche fugace accenno naturalistico.